# MF (Frankrijk)
MF is een historisch merk van motorfietsen.
Moto Française.
Frans merk dat in 1981 een 650cc-machine presenteerde. Het blok kwam uit een Citroën Visa, en er werden veel Moto Guzzi-onderdelen gebruikt, met name de aandrijflijn, het frame en de wielen. 
Het autoblok zag er in het motorframe uitermate rommelig uit. Ten slotte kwam er normaal een motorkap overheen en dan was er van de rommel weinig te zien. 
Technicus Louis-Marie Boccardo, die eerder betrokken was bij het BFG-project, ging later zijn eigen merk Boccardo bouwen. Zowel BFG, MF en Boccardo werden geen succes.
Er was nog een merk met de naam MF: zie MF (Neurenberg)
Ook de Hirondelle-motorfietsen, geproduceerd door Manufacture Française d’Armes et Cycles de Saint-Étienne hadden de letters "MF" op het motordeksel staan.